# Gran Premio di superbike di Assen 2005
Il Gran Premio di superbike di Assen 2005 è stato la nona prova su dodici del campionato mondiale Superbike 2005, disputato il 4 settembre sul TT Circuit Assen, in gara 1 ha visto la vittoria di Chris Vermeulen davanti a James Toseland e Noriyuki Haga, lo stesso pilota si è ripetuto anche in gara 2, davanti a Noriyuki Haga e James Toseland.
La vittoria nella gara valevole per il campionato mondiale Supersport 2005 è stata ottenuta da Fabien Foret, mentre la gara della Superstock 1000 FIM Cup viene vinta da Alessandro Polita e quella del campionato Europeo della classe Superstock 600 da Claudio Corti.

## Risultati

### Gara 1

#### Arrivati al traguardo[6]
| Pos. | Nº  | Pilota                   | Squadra                     | Motocicletta       | Giri | Tempo     | Griglia | Punti |
| ---- | --- | ------------------------ | --------------------------- | ------------------ | ---- | --------- | ------- | ----- |
| 1º   | 77  | Chris Vermeulen          | Winston Ten Kate Honda      | Honda CBR 1000RR   | 16   | 33:36.029 | 1º      | 25    |
| 2º   | 1   | James Toseland           | Ducati Xerox                | Ducati 999F05      | 16   | +0:03.396 | 2º      | 20    |
| 3º   | 41  | Noriyuki Haga            | Yamaha Motor Italia WSB     | Yamaha YZF R1      | 16   | +0:04.876 | 4º      | 16    |
| 4º   | 11  | Troy Corser              | Alstare Suzuki Corona Extra | Suzuki GSXR1000 K5 | 16   | +0:06.815 | 3º      | 13    |
| 5º   | 88  | Andrew Pitt              | Yamaha Motor Italia WSB     | Yamaha YZF R1      | 16   | +0:10.075 | 6º      | 11    |
| 6º   | 71  | Yukio Kagayama           | Alstare Suzuki Corona Extra | Suzuki GSXR1000 K5 | 16   | +0:12.526 | 7º      | 10    |
| 7º   | 57  | Lorenzo Lanzi            | Ducati SC Caracchi          | Ducati 999RS       | 16   | +0:12.661 | 10º     | 9     |
| 8º   | 76  | Max Neukirchner          | Klaffi Honda                | Honda CBR 1000RR   | 16   | +0:20.595 | 12º     | 8     |
| 9º   | 31  | Karl Muggeridge          | Winston Ten Kate Honda      | Honda CBR 1000RR   | 16   | +0:20.872 | 5º      | 7     |
| 10º  | 7   | Pierfrancesco Chili      | Klaffi Honda                | Honda CBR 1000RR   | 16   | +0:27.691 | 9º      | 6     |
| 11º  | 8   | Ivan Clementi            | Team Pedercini              | Ducati 999RS       | 16   | +0:36.444 | 11º     | 5     |
| 12º  | 32  | Sébastien Gimbert        | Yamaha Motor France-Ipone   | Yamaha YZF R1      | 16   | +0:36.844 | 17º     | 4     |
| 13º  | 24  | Garry McCoy              | Foggy Petronas Racing       | Petronas FP1       | 16   | +0:37.012 | 22º     | 3     |
| 14º  | 99  | Steve Martin             | Foggy Petronas Racing       | Petronas FP1       | 16   | +0:39.262 | 8º      | 2     |
| 15º  | 200 | Giovanni Bussei          | Kawasaki Bertocchi          | Kawasaki ZX10      | 16   | +0:39.339 | 24º     | 1     |
| 16º  | 45  | Gianluca Vizziello       | Italia Lorenzini by Leoni   | Yamaha YZF R1      | 16   | +0:40.702 | 14º     |       |
| 17º  | 30  | José Luis Cardoso        | D.F.X. Treme                | Yamaha YZF R1      | 16   | +0:48.399 | 21º     |       |
| 18º  | 155 | Ben Bostrom              | Renegade Koji               | Honda CBR 1000RR   | 16   | +0:49.359 | 16º     |       |
| 19º  | 6   | Mauro Sanchini           | PSG-1 Kawasaki Corse        | Kawasaki ZX10      | 16   | +0:56.678 | 25º     |       |
| 20º  | 33  | Jurgen van den Goorbergh | Rizla Suzuki                | Suzuki GSXR1000 K5 | 16   | +1:03.440 | 23º     |       |
| 21º  | 17  | Miguel Praia             | DFXtreme Sterilgarda        | Yamaha YZF R1      | 16   | +1:27.412 | 28º     |       |
| 22º  | 85  | Robert Menzen            | Racing Team Robert Menzen   | Suzuki GSXR1000 K5 | 16   | +1:35.286 | 29º     |       |
| 23º  | 83  | Paul Mooijman            | Yamaha GS Racing            | Yamaha YZF R1      | 16   | +1:41.900 | 32º     |       |

#### Ritirati
| Nº | Pilota          | Squadra                   | Motocicletta  | Giri | Griglia |
| -- | --------------- | ------------------------- | ------------- | ---- | ------- |
| 3  | Norifumi Abe    | Yamaha Motor France-Ipone | Yamaha YZF R1 | 13   | 15º     |
| 25 | Alessio Velini  | Team Pedercini            | Ducati 999RS  | 11   | 26º     |
| 82 | Bob Withag      | Yamaha GS Racing          | Yamaha YZF R1 | 11   | 31º     |
| 21 | Michel Nickmans | Zone Rouge                | Yamaha YZF R1 | 9    | 30º     |
| 20 | Marco Borciani  | DFXtreme Sterilgarda      | Ducati 999RS  | 8    | 18º     |
| 23 | Jiří Mrkývka    | SBK Team JM               | Ducati 999RS  | 5    | 33º     |
| 19 | Lucio Pedercini | Team Pedercini            | Ducati 999RS  | 4    | 27º     |
| 12 | Lorenzo Alfonsi | D.F.X. Treme              | Yamaha YZF R1 | 2    | 20º     |
| 9  | Chris Walker    | PSG-1 Kawasaki Corse      | Kawasaki ZX10 | 0    | 13º     |

### Gara 2

#### Arrivati al traguardo[7]
| Pos. | Nº  | Pilota                   | Squadra                     | Motocicletta       | Giri | Tempo     | Griglia | Punti |
| ---- | --- | ------------------------ | --------------------------- | ------------------ | ---- | --------- | ------- | ----- |
| 1º   | 77  | Chris Vermeulen          | Winston Ten Kate Honda      | Honda CBR 1000RR   | 16   | 33:34.053 | 1º      | 25    |
| 2º   | 41  | Noriyuki Haga            | Yamaha Motor Italia WSB     | Yamaha YZF R1      | 16   | +0:00.085 | 4º      | 20    |
| 3º   | 1   | James Toseland           | Ducati Xerox                | Ducati 999F05      | 16   | +0:03.318 | 2º      | 16    |
| 4º   | 11  | Troy Corser              | Alstare Suzuki Corona Extra | Suzuki GSXR1000 K5 | 16   | +0:05.938 | 3º      | 13    |
| 5º   | 88  | Andrew Pitt              | Yamaha Motor Italia WSB     | Yamaha YZF R1      | 16   | +0:06.394 | 6º      | 11    |
| 6º   | 57  | Lorenzo Lanzi            | Ducati SC Caracchi          | Ducati 999RS       | 16   | +0:16.480 | 10º     | 10    |
| 7º   | 76  | Max Neukirchner          | Klaffi Honda                | Honda CBR 1000RR   | 16   | +0:17.255 | 12º     | 9     |
| 8º   | 31  | Karl Muggeridge          | Winston Ten Kate Honda      | Honda CBR 1000RR   | 16   | +0:22.338 | 5º      | 8     |
| 9º   | 3   | Norifumi Abe             | Yamaha Motor France-Ipone   | Yamaha YZF R1      | 16   | +0:30.801 | 15º     | 7     |
| 10º  | 155 | Ben Bostrom              | Renegade Koji               | Honda CBR 1000RR   | 16   | +0:34.071 | 16º     | 6     |
| 11º  | 71  | Yukio Kagayama           | Alstare Suzuki Corona Extra | Suzuki GSXR1000 K5 | 16   | +0:36.480 | 7º      | 5     |
| 12º  | 24  | Garry McCoy              | Foggy Petronas Racing       | Petronas FP1       | 16   | +0:36.658 | 22º     | 4     |
| 13º  | 32  | Sébastien Gimbert        | Yamaha Motor France-Ipone   | Yamaha YZF R1      | 16   | +0:37.165 | 17º     | 3     |
| 14º  | 7   | Pierfrancesco Chili      | Klaffi Honda                | Honda CBR 1000RR   | 16   | +0:37.888 | 9º      | 2     |
| 15º  | 200 | Giovanni Bussei          | Kawasaki Bertocchi          | Kawasaki ZX10      | 16   | +0:38.414 | 24º     | 1     |
| 16º  | 99  | Steve Martin             | Foggy Petronas Racing       | Petronas FP1       | 16   | +0:40.110 | 8º      |       |
| 17º  | 33  | Jurgen van den Goorbergh | Rizla Suzuki                | Suzuki GSXR1000 K5 | 16   | +0:42.910 | 23º     |       |
| 18º  | 25  | Alessio Velini           | Team Pedercini              | Ducati 999RS       | 16   | +1:16.543 | 26º     |       |
| 19º  | 17  | Miguel Praia             | DFXtreme Sterilgarda        | Yamaha YZF R1      | 16   | +1:16.863 | 28º     |       |
| 20º  | 21  | Michel Nickmans          | Zone Rouge                  | Yamaha YZF R1      | 16   | +1:36.225 | 30º     |       |
| 21º  | 85  | Robert Menzen            | Racing Team Robert Menzen   | Suzuki GSXR1000 K5 | 16   | +1:41.227 | 29º     |       |
| 22º  | 83  | Paul Mooijman            | Yamaha GS Racing            | Yamaha YZF R1      | 16   | +2:04.053 | 32º     |       |

#### Ritirati
| Nº | Pilota             | Squadra                   | Motocicletta  | Giri | Griglia |
| -- | ------------------ | ------------------------- | ------------- | ---- | ------- |
| 8  | Ivan Clementi      | Team Pedercini            | Ducati 999RS  | 11   | 11º     |
| 23 | Jiří Mrkývka       | SBK Team JM               | Ducati 999RS  | 10   | 33º     |
| 45 | Gianluca Vizziello | Italia Lorenzini by Leoni | Yamaha YZF R1 | 8    | 14º     |
| 6  | Mauro Sanchini     | PSG-1 Kawasaki Corse      | Kawasaki ZX10 | 6    | 25º     |
| 12 | Lorenzo Alfonsi    | D.F.X. Treme              | Yamaha YZF R1 | 6    | 20º     |
| 30 | José Luis Cardoso  | D.F.X. Treme              | Yamaha YZF R1 | 6    | 21º     |
| 19 | Lucio Pedercini    | Team Pedercini            | Ducati 999RS  | 6    | 27º     |

### Supersport

#### Arrivati al traguardo
| Pos. | Nº  | Pilota                | Squadra                     | Motocicletta    | Giri | Tempo     | Griglia | Punti |
| ---- | --- | --------------------- | --------------------------- | --------------- | ---- | --------- | ------- | ----- |
| 1º   | 99  | Fabien Foret          | Megabike                    | Honda CBR 600RR | 16   | 34'37.800 | 5º      | 25    |
| 2º   | 16  | Sébastien Charpentier | Winston Ten Kate Honda      | Honda CBR 600RR | 16   | +0.258    | 1º      | 20    |
| 3º   | 84  | Michel Fabrizio       | Italia Megabike             | Honda CBR 600RR | 16   | +1.109    | 3º      | 16    |
| 4º   | 11  | Kevin Curtain         | Yamaha Motor Germany        | Yamaha YZF R6   | 16   | +1.380    | 4º      | 13    |
| 5º   | 21  | Katsuaki Fujiwara     | Winston Ten Kate Honda      | Honda CBR 600RR | 16   | +5.490    | 2º      | 11    |
| 6º   | 127 | Robbin Harms          | Stiggy Motorsports          | Honda CBR 600RR | 16   | +10.430   | 9º      | 10    |
| 7º   | 23  | Broc Parkes           | Yamaha Motor Germany        | Yamaha YZF R6   | 16   | +16.765   | 10º     | 9     |
| 8º   | 8   | Stéphane Chambon      | Gil Motor Sport             | Honda CBR 600RR | 16   | +25.592   | 7º      | 8     |
| 9º   | 25  | Tatu Lauslehto        | Klaffi Honda                | Honda CBR 600RR | 16   | +25.648   | 11º     | 7     |
| 10º  | 12  | Javier Forés          | Alstare Suzuki Corona Extra | Suzuki GSX 600R | 16   | +25.656   | 13º     | 6     |
| 11º  | 42  | Matthieu Lagrive      | Moto 1 - Suzuki             | Suzuki GSX 600R | 16   | +25.870   | 12º     | 5     |
| 12º  | 116 | Johan Stigefelt       | Stiggy Motorsports          | Honda CBR 600RR | 16   | +26.015   | 15º     | 4     |
| 13º  | 81  | Arie Vos              | J & E Sport Racing          | Honda CBR 600RR | 16   | +26.017   | 14º     | 3     |
| 14º  | 19  | Jarno Janssen         | Suzuki Nederland            | Suzuki GSX 600R | 16   | +37.278   | 19º     | 2     |
| 15º  | 50  | Vesa Kallio           | Yamaha Racing Support       | Yamaha YZF R6   | 16   | +38.087   | 21º     | 1     |
| 16º  | 47  | Jarno van der Marel   | Suzuki Nederland            | Suzuki GSX 600R | 16   | +49.802   | 25º     |       |
| 17º  | 27  | Tom Tunstall          | Hardinge Bridgeport         | Honda CBR 600RR | 16   | +50.378   | 23º     |       |
| 18º  | 67  | Nicolai Sörensen      | Klaffi Honda                | Honda CBR 600RR | 16   | +56.273   | 20º     |       |
| 19º  | 92  | Joan Veijer           | Duntep Racing               | Honda CBR 600RR | 16   | +1'07.191 | 28º     |       |
| 20º  | 97  | Mile Pajic            | Pajic Kawasaki Racing       | Kawasaki ZX 6RR | 16   | +1'07.646 | 30º     |       |
| 21º  | 59  | Paweł Szkopek         | Intermoto Czech Republic    | Honda CBR 600RR | 16   | +1'10.295 | 26º     |       |
| 22º  | 93  | Allard Kerkhoven      | Oliveira Suzuki             | Suzuki GSX 600R | 16   | +1'14.248 | 29º     |       |
| 23º  | 51  | Robert Gianfardoni    | Lightspeed Kawasaki         | Kawasaki ZX 6RR | 16   | +2'06.425 | 31º     |       |

#### Ritirati
| Nº  | Pilota               | Squadra                     | Motocicletta    | Giri | Griglia |
| --- | -------------------- | --------------------------- | --------------- | ---- | ------- |
| 18  | Cristiano Migliorati | Lightspeed Kawasaki         | Kawasaki ZX 6RR | 15   | 16º     |
| 28  | Sami Penna           | Ajo Promotion               | Honda CBR 600RR | 15   | 18º     |
| 88  | Julien Enjolras      | Tati Team Beaujolais Racing | Yamaha YZF R6   | 11   | 17º     |
| 58  | Tomas Miksovsky      | Intermoto Czech Republic    | Honda CBR 600RR | 10   | 24º     |
| 100 | Topi Haarala         | Ajo Motorsport              | Honda CBR 600RR | 8    | 22º     |
| 13  | Alessio Corradi      | Ducati Selmat               | Ducati 749 R    | 5    | 8º      |

### Superstock 1000

#### Arrivati al traguardo
| Pos. | Nº | Pilota                 | Squadra                     | Motocicletta       | Giri | Tempo     | Griglia | Punti |
| ---- | -- | ---------------------- | --------------------------- | ------------------ | ---- | --------- | ------- | ----- |
| 1º   | 53 | Alessandro Polita      | Celani - Suzuki Italia      | Suzuki GSX 1000R   | 11   | 23'51.323 | 4º      | 25    |
| 2º   | 69 | Didier Van Keymeulen   | Yamaha Motor Germany        | Yamaha YZF R1      | 11   | +1.508    | 6º      | 20    |
| 3º   | 54 | Kenan Sofuoğlu         | Yamaha Motor Germany        | Yamaha YZF R1      | 11   | +6.754    | 1º      | 16    |
| 4º   | 55 | Massimo Roccoli        | Italia Lorenzini by Leoni   | Yamaha YZF R1      | 11   | +9.215    | 5º      | 13    |
| 5º   | 86 | Ayrton Badovini        | EVR Corse Biassono Racing   | MV Agusta          | 11   | +14.956   | 7º      | 11    |
| 6º   | 16 | Enrique Rocamora       | HP Racing                   | Suzuki GSX 1000R   | 11   | +15.095   | 16º     | 10    |
| 7º   | 57 | Ilario Dionisi         | Celani - Suzuki Italia      | Suzuki GSX 1000R   | 11   | +15.655   | 10º     | 9     |
| 8º   | 32 | Alex Martinez          | PMS Corse                   | Yamaha YZF R1      | 11   | +16.836   | 8º      | 8     |
| 9º   | 37 | William De Angelis     | Team Trasimeno              | Yamaha YZF R1      | 11   | +21.505   | 12º     | 7     |
| 10º  | 5  | Riccardo Chiarello     | Alstare Suzuki Corona Extra | Suzuki GSXR1000 K5 | 11   | +25.927   | 9º      | 6     |
| 11º  | 41 | Craig Coxhell          | EMS Racing                  | Suzuki GSX 1000R   | 11   | +27.399   | 2º      | 5     |
| 12º  | 65 | Ron Van Steenbergen    | Suzuki Nederland            | Suzuki GSX 1000R   | 11   | +30.317   | 18º     | 4     |
| 13º  | 28 | Sepp Vermonden         | Racing Dirk Van Mol         | Suzuki GSX 1000R   | 11   | +31.509   | 17º     | 3     |
| 14º  | 77 | Nicolas Saelens        | Racing Dirk Van Mol         | Suzuki GSX 1000R   | 11   | +32.227   | 22º     | 2     |
| 15º  | 47 | Richard Cooper         | MS Akuna Racing             | Honda CBR 1000RR   | 11   | +32.864   | 13º     | 1     |
| 16º  | 31 | Vittorio Iannuzzo      | Gimotorsport UnionBikeDucci | MV Agusta          | 11   | +33.053   | 11º     |       |
| 17º  | 34 | José Hurtado           | Alapont Competition         | Yamaha YZF R1      | 11   | +48.651   | 20º     |       |
| 18º  | 21 | Giacomo Romanelli      | PMS Corse                   | Yamaha YZF R1      | 11   | +51.177   | 23º     |       |
| 19º  | 24 | Marko Jerman           | MD Team Jerman              | Suzuki GSX 1000R   | 11   | +55.866   | 24º     |       |
| 20º  | 51 | Jan Roar Ims           | IMS Racing                  | Yamaha YZF R1      | 11   | +55.972   | 30º     |       |
| 21º  | 84 | Mattia Angeloni        | Gimotorsport UnionBikeDucci | MV Agusta          | 11   | +58.156   | 29º     |       |
| 22º  | 14 | Pierrot Lerat-Vanstaen | Association Plein Gaz       | Suzuki GSX 1000R   | 11   | +58.758   | 21º     |       |
| 23º  | 40 | Hervé Gantner          | Badan Yamaha                | Yamaha YZF R1      | 11   | +59.751   | 14º     |       |
| 24º  | 12 | Denny Lannoo           | Zone Rouge                  | Yamaha YZF R1      | 11   | +1'10.525 | 28º     |       |
| 25º  | 22 | Leroy Verboven         | Herman Verboven Racing      | Suzuki GSX 1000R   | 11   | +1'10.932 | 31º     |       |
| 26º  | 82 | Yann Gyger             | Team Tyger                  | Suzuki GSX 1000R   | 11   | +1'57.746 | 32º     |       |
| 27º  | 68 | Daniele Vaghi          | Biassono Racing             | Suzuki GSX 1000R   | 11   | +1'57.979 | 33º     |       |

#### Ritirati
| Nº | Pilota            | Squadra                | Motocicletta     | Giri | Griglia |
| -- | ----------------- | ---------------------- | ---------------- | ---- | ------- |
| 9  | Luca Scassa       | Ormeni Racing          | Yamaha YZF R1    | 9    | 3º      |
| 11 | Denis Sacchetti   | PSG-1 Corse            | Kawasaki ZX10    | 9    | 19º     |
| 89 | John Laverty      | Beowulf Motorsport.com | Suzuki GSX 1000R | 9    | 15º     |
| 71 | Petter Solli      | SolliRacing            | Yamaha YZF R1    | 6    | 26º     |
| 25 | Olivier Depoorter | Autophone Racing       | Yamaha YZF R1    | 3    | 27º     |
| 66 | Rafael Sinke      | Rafael Racing          | Yamaha YZF R1    | 3    | 25º     |

### Superstock 600

#### Arrivati al traguardo
| Pos. | Nº | Pilota                   | Squadra                     | Motocicletta    | Giri | Tempo     | Griglia | Punti |
| ---- | -- | ------------------------ | --------------------------- | --------------- | ---- | --------- | ------- | ----- |
| 1º   | 71 | Claudio Corti            | Trasimeno                   | Yamaha YZF R6   | 9    | 20'30.263 | 1º      | 25    |
| 2º   | 68 | David Forner             | Alapont Competition         | Honda CBR 600RR | 9    | +6.859    | 7º      | 20    |
| 3º   | 88 | Andrea Antonelli         | Lightspeed Kawasaki         | Kawasaki ZX 6RR | 9    | +7.037    | 8º      | 16    |
| 4º   | 19 | Xavier Siméon            | Alstare Suzuki Corona Extra | Suzuki GSX 600R | 9    | +7.082    | 6º      | 13    |
| 5º   | 11 | Ronald ter Braake        | Ten Kate Kobutex Honda      | Honda CBR 600RR | 9    | +10.681   | 10º     | 11    |
| 6º   | 64 | Daniel Rivas Fernandez   | Moto Sport Racing           | Honda CBR 600RR | 9    | +18.240   | 12º     | 10    |
| 7º   | 22 | Danny De Boer            | Remar racing Ten Kate Honda | Honda CBR 600RR | 9    | +19.581   | 16º     | 9     |
| 8º   | 55 | Loic Napoleone           | Lightspeed Kawasaki         | Kawasaki ZX 6RR | 9    | +19.591   | 19º     | 8     |
| 9º   | 69 | Ondřej Ježek             | Team Erinac                 | Kawasaki ZX 6RR | 9    | +19.789   | 15º     | 7     |
| 10º  | 73 | Andrzej Chmielewski      | DFXtreme Majestic           | Yamaha YZF R6   | 9    | +21.283   | 11º     | 6     |
| 11º  | 31 | Patrick McDougall        | Beowulf Motorsport.com      | Suzuki GSX 600R | 9    | +25.570   | 22º     | 5     |
| 12º  | 47 | Leon Bovee               | Team Bovee                  | Honda CBR 600RR | 9    | +30.918   | 18º     | 4     |
| 13º  | 99 | Jorge Villar Machado     | Alapont Competition         | Honda CBR 600RR | 9    | +32.541   | 14º     | 3     |
| 14º  | 21 | Maxime Berger            | MBE                         | Honda CBR 600RR | 9    | +38.310   | 3º      | 2     |
| 15º  | 16 | Agustín Pérez Muñoz      | Alapont Competition         | Honda CBR 600RR | 9    | +38.494   | 17º     | 1     |
| 16º  | 42 | Marcel van Nieuwenhuizen | Yamaha Racing Support       | Yamaha YZF R6   | 9    | +47.282   | 26º     |       |
| 17º  | 46 | Virgil-Amber Bloemhard   | Suzuki Nederland            | Suzuki GSX 600R | 9    | +49.010   | 31º     |       |
| 18º  | 51 | Alessia Polita           | Celani Team - Suzuki Italia | Suzuki GSX 600R | 9    | +49.150   | 27º     |       |
| 19º  | 43 | Wesley van Nieuwenhuizen | Remar Racing                | Honda CBR 600RR | 9    | +49.268   | 24º     |       |
| 20º  | 91 | Alexander Lundh          | Proton Group                | Honda CBR 600RR | 9    | +49.679   | 23º     |       |
| 21º  | 24 | Daniele Beretta          | DBG Racing                  | Kawasaki ZX 6RR | 9    | +51.016   | 32º     |       |
| 22º  | 41 | Davide Caldart           | WLB Racing                  | Yamaha YZF R6   | 9    | +59.820   | 29º     |       |
| 23º  | 92 | Chris Northover          | Riot Racing                 | Yamaha YZF R6   | 9    | +1'11.626 | 34º     |       |
| 24º  | 45 | Nigel Walraven           | Suzuki Nederland            | Suzuki GSX 600R | 9    | +1'11.673 | 30º     |       |
| 25º  | 14 | Nicolas Pirot            | Zone Rouge                  | Yamaha YZF R6   | 9    | +1'37.555 | 35º     |       |

#### Ritirati
| Nº | Pilota                  | Squadra                | Motocicletta    | Giri | Griglia |
| -- | ----------------------- | ---------------------- | --------------- | ---- | ------- |
| 37 | Henri Taipale           | Ajo Promotion          | Honda CBR 600RR | 8    | 9º      |
| 33 | Marek Szkopek           | Grandys Junior Racing  | Suzuki GSX 600R | 7    | 28º     |
| 13 | Gabriele Perri          | SBP Racing             | Kawasaki ZX 6RR | 7    | 25º     |
| 59 | Niccolò Canepa          | Kawasaki Bertocchi     | Kawasaki ZX 6RR | 5    | 2º      |
| 27 | Barry Burrell           | MS Akuna Racing        | Honda CBR 600RR | 5    | 20º     |
| 12 | Roy Ten Napel           | Ten Kate Kobutex Honda | Honda CBR 600RR | 4    | 5º      |
| 32 | Yoann Tiberio           | Junior Team Megabike   | Honda CBR 600RR | 4    | 4º      |
| 44 | Lennart van Houwelingen | Some Racing            | Suzuki GSX 600R | 2    | 13º     |
| 26 | Tom van Looy            | Herman Verboven Racing | Suzuki GSX 600R | 2    | 33º     |